# Lexi és Lotti – Megbízható detektesók
A Lexi és Lotti – Megbízható detektesók (eredeti cím: Lexi & Lottie: Trusty Twin Detectives) 2016-tól 2017-ig vetített ausztrál televíziós 2D-s számítógépes animációs sorozat, amelyet Greg Ingram és Jo Boag rendeztek. A forgatókönyvet Melanie Alexander, Tim Bain, Adam Dolman, Alexa Moses és Jane Schneider írták. A zenéjét Giles Packham szerezte. Az animációs játékfilmsorozat producerei Cathy Ni Fhlaithearta, Yasmin Jones és Suzanne Ryan. A tévéfilmsorozat gyártója a SLR Productions, forgalmazója Ausztráliában az Eleven, Németországban a Super RTL, világszerte a ZDF Enterprises. Műfaja bűnügyi- és misztikus filmsorozat. Ausztráliában 2016. november 26-án az Eleven, Magyarországon 2018. május 10-én az M2 tűzte műsorára.

## Rövid tartalom
A mesefilmsorozat főszereplője Lexi és Lotti, akik ikertesók, és mind a ketten megbízható detektívek. Örömmel segítenek édesanyjuknak és édesapjuknak Almavölgy állatkertéjben gondozni az állatokat. Mindketten azonnal nyomozást indítanak, ha a városban valami bűntényt kell megoldani. Fred és Mozart a városban két újságírótanonc fiú, akik Lexi és Lotti a barátaik, és segítenek nekik a nyomozásokban. Van egy kis házi egerük is, aki szintén segít nekik a nyomozásokban. A két lány és a barátaik végül minden bűntényt és rejtélyt megoldanak.

## Szereplők
- Lexi – Egy 12 éves szőke hajú, szürke szemű, szeplős tinédzserlány, a sorozat egyik főszereplője, Lotti ikertestvére, nagyon jó detektív. Magyar hangja: Molnár Ilona
- Lotti – Egy 12 éves szőke hajú, szürke szemű, szeplős tinédzserlány, a sorozat másik főszereplője, Lexi ikertestvére, nagyon jó detektív. Magyar hangja: Vadász Bea
- Anya – Egy barna hajú, zöld szemű, fiatal nő, az ikrek édesanyja. Magyar hangja: Laurinyecz Réka
- Apa – Az ikrek édesapja, az almavölgyi állatkert gondnoka. Magyar hangja: Hám Bertalan
- Fred – Egy fekete hajú, barna szemű, piros keretes szemüveges fiú, az egyik újságírótanonc, Lexi és Lotti segítő barátja. Magyar hangja: Czető Ádám
- Mozart – A másik újságírótanonc, Lexi és Lotti barátja.
- Rózi – Egy barna hajú, barna szemű, szeplős lány, nem tiszteli az almavölgyi állatkertet.
- Mrs. Smith – Egy ősz hajú, fekete szemű, szemüveges, kék svájci sapkás öregasszony, szereti a macskákat, és a tigriseket is megszereti.
- Bundás – A barna szőrű, jó szimatú kutya.
- A házi egér – Lexi és Lotti házi egere, segít a nyomozásokban.

## Epizódok
1. Ide Cicamica! (Here Kitty Kitty)
2. Más ecsetjével (Art For Art’s Sake)
3. Az eltűnt hegedű esete (Case Of The Missing Case)
4. A szökevény malac (Pig On The Lam)
5. Tammy, a teknős (Tammy The Turtle)
6. Panda-banda (Panda-Monium)
7. Tyúk-csúcs (Fowl Play)
8. Átverés
9. Hol van Charlie?
10. Dupla csavar
11. Nagy gyémántrablás
12. A ruhatolvaj
13. Elvadult művészet
14. Trükkös ikrek
15. Tüsi, a süni
16. Le a bundát
17. Üzenet a hóban
18. Savanah, az elefánt
19. Szellem az erdőn
20. Almavölgyi vásár
21. Karamella és mogyoróvaj
22. Malac-panasz
23. Az almavölgyi lovag
24. Botrány a séfversenyen
25. Az almavölgyi besurranó
26. Drónok harca